# Laurypta chambordi
Laurypta chambordi är en tvåvingeart som först beskrevs av Loïc Matile 1974.  Laurypta chambordi ingår i släktet Laurypta och familjen platthornsmyggor.
Artens utbredningsområde är Centralafrikanska republiken. Inga underarter finns listade i Catalogue of Life.